# Зайцев, Вячеслав Кондратьевич
Вячеслав Кондратьевич Зайцев (18 сентября 1917, Охлебинино, ныне Иглинский район Республики Башкортостан — 19 апреля 1992, Владимир) — российский и белорусский филолог, переводчик и публицист.

## Биография
Окончил Уфимский механический техникум (1935), работал инженером на Уфимском нефтеперерабатывающем заводе, затем до 1946 г. служил во флоте на Дальнем Востоке. Поступил на отделение славянской филологии Ленинградского университета, в 1951 г. окончил его, кандидат филологических наук (1954). Преподавал в университете, занимался изучением ранней южно-славянской литературы.
В 1964 г. перебрался в Минск — согласно воспоминаниям Е. Гаповой, после того, как в Ленинграде ему пришлось уйти из университета в связи с разводом и женитьбой на студентке. Работал в Институте литературы АН БССР. Опубликовал перевод поэмы Ивана Гундулича «Осман» и монографию «Между Львом и Драконом. Дубровницкое Возрождение и эпическая поэма Ивана Гундулича „Осман“» (то и другое отдельными изданиями в 1969 году). В то же время начал работу по изучению белорусской словесности, в 1970 г. подготовил к защите докторскую диссертацию «Франциск Скорина и гуманистическая мысль в Белоруссии XV—XVI вв.»
Одновременно в 1967 г. опубликовал в журнале «Байкал» (№ 5, 6, 7) развёрнутую статью «Боги приходят из космоса», в которой отстаивал возможность инопланетного происхождения Иисуса, предполагал, что Вифлеемская звезда была космическим кораблём, и т. п. Несколько фраз, произнесённых Зайцевым в поддержку этой гипотезы, вошли в посвящённый сходным идеям фильм «Воспоминания о будущем».
Эти выступления Зайцева вызвали резкую реакцию официальной прессы. Защита Зайцевым докторской диссертации была провалена. В 1974 г. в знак протеста он вышел из КПСС, был уволен из Института литературы.
Несмотря ни на что, как пишет Р. К. Баландин, Зайцев «с мужеством пророка отстаивал свои крамольные идеи, резко расходившиеся с официальной идеологией и учением церкви, <…> продолжал высказываться свободно и смело, предрекая развал СССР в 1980 году и последующий конец света». По воспоминаниям мемуаристки М. Романушко, рассказывающей о Зайцеве в связи с его дружбой с художником Валерием Каптеревым,

Зайцев страстно ненавидел советскую власть. И, прежде всего, за то, что она убила в людях веру в Бога. Вытравила её калёным железом, удушила страхом… Зайцев был убеждён, что наш мир летит в тартарары, что люди так много натворили зла, что наш мир естественно саморазрушается… что мы стоим на пороге апокалипсиса, что всё, предсказанное пророком, произойдёт ещё на нашем веку… и мы всё узрим — и Конец, и Второе пришествие Христа… И поэтому ни в коем случае нельзя уже ни жениться, ни рожать детей, потому что «горе питающим сосцами»… Его собственная молоденькая жена, бывшая его студентка, от таких речей мужа родила преждевременно двух мёртвых мальчиков-близнецов. Она чуть не сошла с ума от горя, а он радовался, что Бог забрал их к себе сразу, и они не будут мучиться этой жизнью… <…> И он очень страдал, но был уверен в своей правоте. Его предчувствие близкого Конца Света было таким искренним и острым, что слушателей начинало буквально трясти на его лекциях…

В ноябре 1978 г. был арестован КГБ и отправлен на психиатрическую экспертизу. В марте 1979 г. решением экспертов Института судебной психиатрии имени Сербского в Москве Зайцеву был поставлен диагноз «шизофрения». В июне 1979 г. Верховный суд БССР направил его на принудительное психиатрическое лечение в Казанскую специализированную психиатрическую больницу. Освобождён в январе 1982 года.